# Palazzo dei Vescovi a San Miniato al Monte

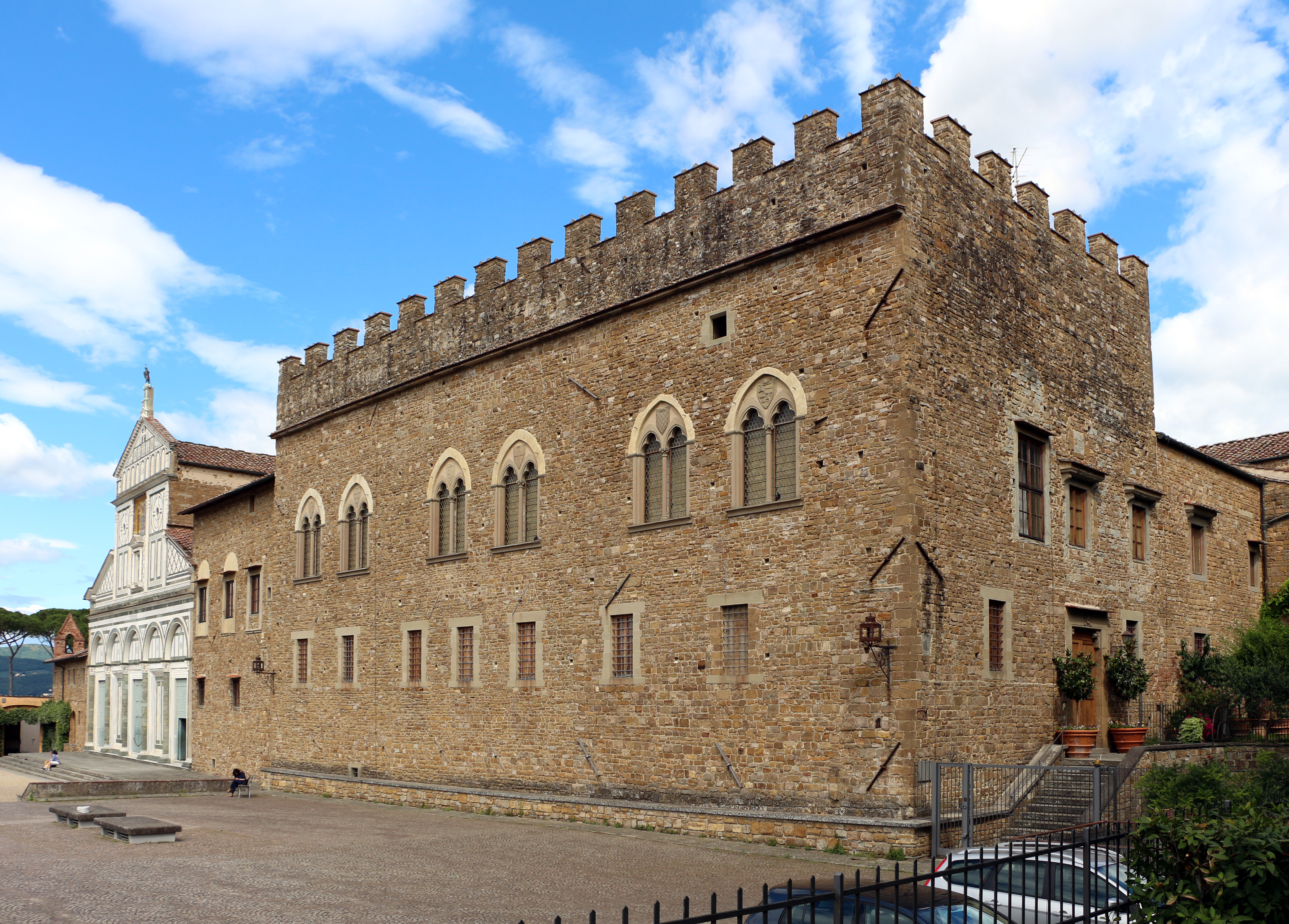
Il palazzo dei Vescovi

Il palazzo dei Vescovi a San Miniato al Monte era una residenza estiva dei Vescovi di Firenze e fu fatto costruire, a proprie spese, da monsignor Andrea dei Mozzi, vescovo di Firenze, rammentato da Dante nel canto XV dell'Inferno. 

## Storia e descrizione
Nel 1320 la costruzione venne terminata dal vescovo Antonio d'Orso e in seguito un altro vescovo fiorentino Angelo Ricasoli vi fece alcune aggiunte.
Il palazzo ha una merlatura antica e finestre ogivali a bifora, sulle quali si vedono le armi in pietra della Chiesa, di Andrea dei Mozzi, di Antonio d'Orso, del popolo di Firenze e di Angelo Ricasoli. 
Nel 1574 il palazzo venne annesso al monastero dei Benedettini, nel 1553 fu ridotto a caserma per le truppe spagnole al servizio di Cosimo I e subì molti danni e trasformazioni. Dal 1630 al 1633 fu assai danneggiato quando venne adibito a lazzeretto per gli appestati. 
Subì nuove divisioni, effettuate dai Gesuiti fra il 1703 e il 1774. Negli anni 1903-1922 fu restaurato dall'architetto Enrico Au-Capitaine che rimise in luce gli affreschi del salone.